# Тиранчик-мухолюб гострокрилий

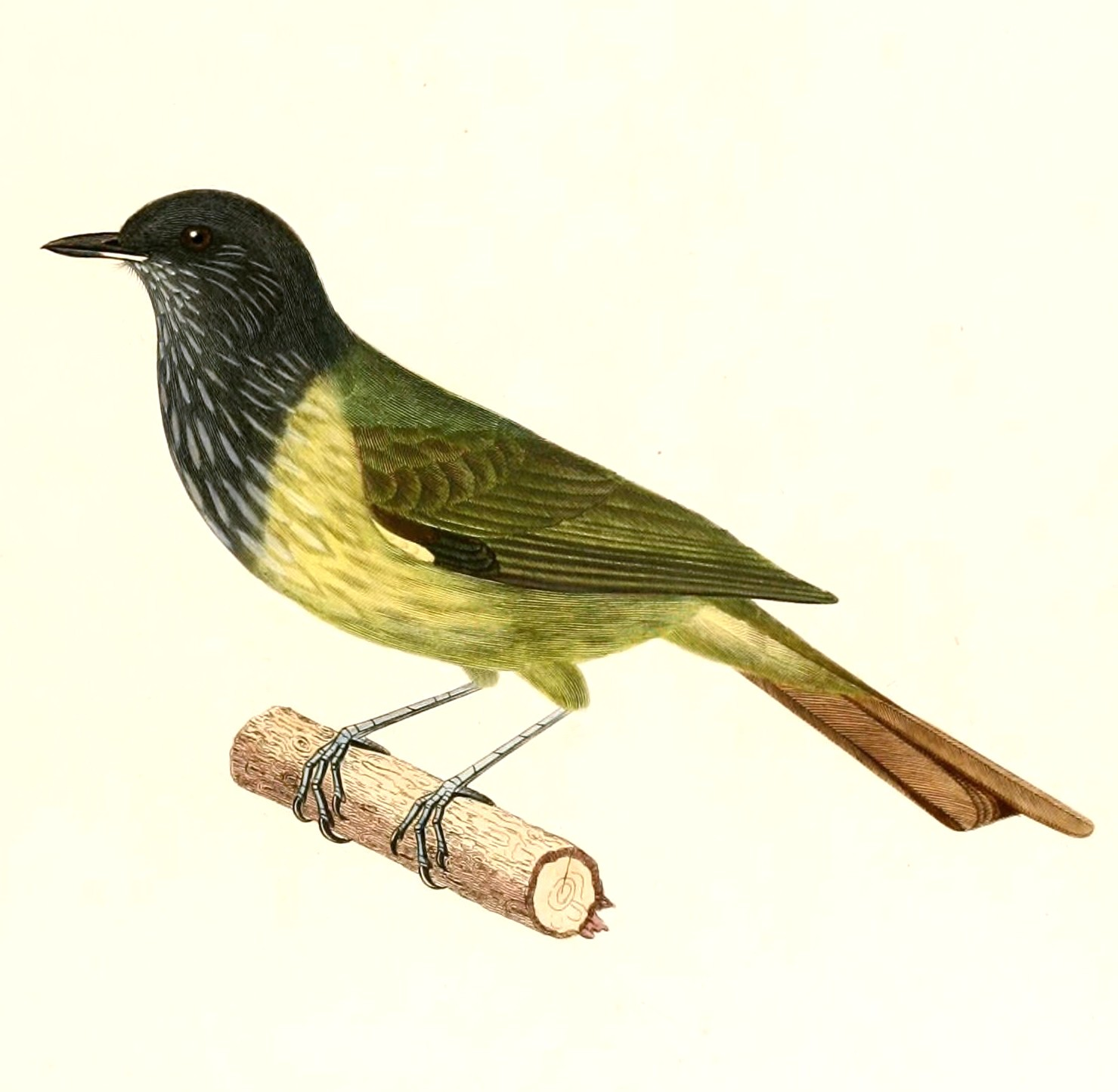
Гострокрилий тиранчик-мухолюб

Тира́нчик-мухолю́б гострокрилий (Mionectes striaticollis) — вид горобцеподібних птахів родини тиранових (Tyrannidae). Мешкає в Андах.

## Підвиди
Виділяють чотири підвиди:
- M. s. columbianus Chapman, 1919 — Анди на сході Колумбії і Еквадору;
- M. s. viridiceps Chapman, 1924 — Анди на крайньому південному заході Колумбії (захід Нариньйо) та на заході Еквадору;
- M. s. palamblae Chapman, 1927 — Анди на півночі Перу (від П'юри до Уануко);
- M. s. striaticollis (d'Orbigny & Lafresnaye, 1837) — Анди від центрального Перу до центральної Болівії (на південь до західного Санта-Крусу).

## Поширення і екологія
Гострокрилі тиранчики-мухолюби мешкають в Колумбії, Еквадорі, Перу і Болівії. Вони живуть в підліску вологих гірських тропічних лісів Анд та на узліссях. Зустрічаються на висоті від 600 до 3400 м над рівнем моря, переважно на висоті від 1200 до 1700 м над рівнем моря.